# 용산초등학교 (전북)
용산초등학교는 대한민국 전북특별자치도 익산시에 있는 공립 초등학교이다.

## 학교 연혁
- 1949년 4월 1일 - 용산 분교장 설립
- 1954년 6월 1일 - 용산국민학교 개교
- 1955년 3월 22일 - 제1회 졸업
- 1984년 3월 9일 - 병설유치원 개원
- 1997년 3월 1일 - 용산초등학교로 개칭
- 2014년 2월 12일 - 제60회 졸업(졸업생 5명)
- 2015년 3월 1일 - 4학급 편성, 유치원 1학급
- 2020년 9월 1일 - 제21대 이연용 교장 부임
- 2021년 1월 7일 - 제 67회 졸업 (졸업생 5명, 총 3,193명)
- 2021년 3월 1일 - 6학급 편성, 유치원 1학급

## 학교 상징
- 교목(校木) - 소나무
- 교화(敎化) - 철쭉
- 교조(敎條) - 까치

## 참고 자료
- 용산초등학교 - 한국교육학술정보원 학교알리미